# 21628 Lucashof
21628 Lucashof este un asteroid din centura principală de asteroizi.

## Descriere
21628 Lucashof este un asteroid din centura principală de asteroizi. A fost descoperit pe 13 iulie 1999 la Socorro, New Mexico, în cadrul proiectului LINEAR. Asteroidul prezintă o orbită caracterizată de o semiaxă mare de 2,42 ua, o excentricitate de 0,20 și o înclinație de 0,2° în raport cu ecliptica.